# Monokord

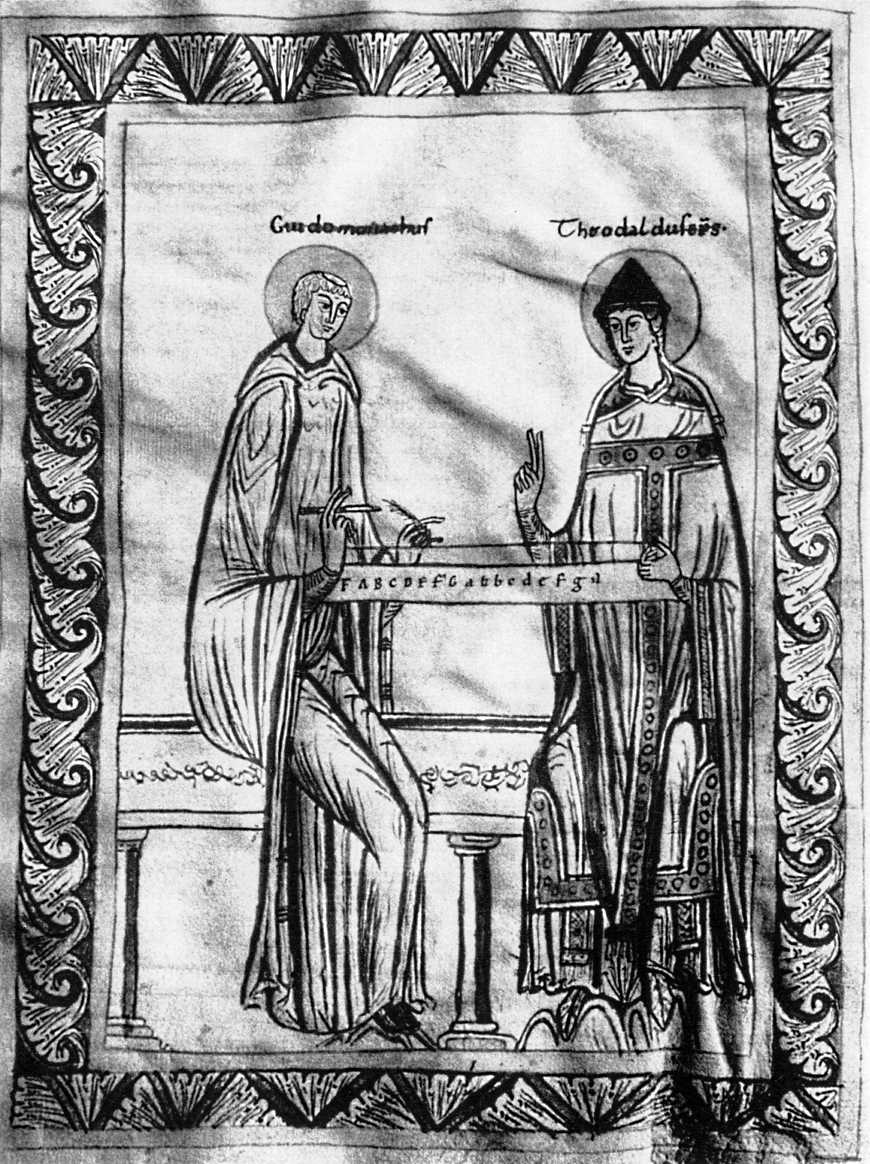
Biskop Theodal och Guido av Arezzo vid ett monokord. Medeltida miniatyrmålning från 1100-talet.

Monokord (av grekiska monos, ensam, och chorde, sträng) eller sonometer (av latin sonus, ton, och grekiska metron, mått) är ett instrument som under antiken användes till akustiska undersökningar, till exempel för att demonstrera intervaller och matematiska proportioner mellan strängars längder. 
Det bestod ursprungligen av en avlång resonanslåda med en graderad skala på locket och med en överspänd sträng (oftast av metall) som medelst ett flyttbart stall kunde delas i vilka bråkdelar som helst och därigenom möjliggjorde ett matematiskt noggrant bestämmande av alla slags intervaller. Instrumentet spelades med stråke eller med knäppande på strängarna. Under medeltiden fick monokorden flera strängar och flera stall men benämningen bibehölls, och användes länge även för klavikordet, som anses uppkommet ur monokordet.
Om monokordet är försett med två parallella metallsträngar, kan toner och svängningsförhållanden på mångfaldigt sätt jämföras.
Monokordet har använts som seriöst spelinstrument och är föregångaren till stråkinstrumentet marintrumpet.